# John Robison
John Robison (født 4. februar 1739, død 30. januar 1805) var en skotsk professor i naturfilosofi og konspirationsteoretiker. Han er bedst kendt som forfatter til værket Proofs of a Conspiracy som udkom i 1797.
Robison blev født ind i en købmandsfamilie i Glasgow i 1739. Han studerede matematik og andre realfag ved universitetet der, og blev færdigeksamineret i 1756. I 1773 blev han udnævnt til professor i naturfilosofi ved universitetet i Edinburgh. Her udgav han flere bøger og blev valgt til generalsekretær i Royal Society of Edinburgh, et af de mest prestigefulde hverv i den intellektuelle verden på den tid. Han skrev også flere artikler i den tredje udgave af Encyclopaedia Britannica.
Proofs of a Conspiracy sætter den franske revolution i sammenhæng med det hemmelige selskab Illuminati-ordenen som eksisterede i Bayern omkring 1780. Bogen udkom samme år som Augustin Barruel udgav en bog, der ligeledes hævdede dette, nemlig at dette selskab stod bag den franske revolution og ville styrte både religion og de styrende magter. Bøgerne gav startskuddet til en stor del af den moderne konspirationsteori.

## Udvalgte værker
- Proofs of a Conspiracy (1797)
- Outline of a Course of Lectures on Mechanical Philosopy (1797)
- Elements of Mechanical Philosophy (1804)
- A System of Mechanical Philosopy (1820) (Fire bind udgivet efter hans død.)